# Gabriel Guevrekian
Gabriel Guevrekian (Constantinopla, Imperio otomano, 21 de noviembre de 1900-Antibes, Francia, 29 de octubre de 1970) fue un arquitecto y urbanista turco-armenio, posteriormente nacionalizado estadounidense en 1955. Estuvo vinculado fundamentalmente a la arquitectura racionalista.

## Trayectoria
Nació en Constantinopla (actual Estambul) en 1900 —según otras fuentes, 1892—, de padres armenios. En 1910 se trasladó a Viena (Austria), donde vivió con su tío, el arquitecto Alex Galoustian. Estudió en la Kunstgewerbeschule, donde fue discípulo de Oskar Strnad y Josef Hoffmann, y se tituló en 1919. En 1921 se instaló en París (Francia), donde permaneció hasta 1933.
Entre 1922 y 1926 trabajó en el taller de Robert Mallet-Stevens, para el que diseñó varios jardines de estilo cubista, como el instalado en la Exposición de Artes Decorativas de París de 1925 o en algunas de las villas construidas por Mallet, como la villa Noailles en Hyères (1928). En 1928 realizó su obra más relevante, la casa del modisto Jacques Heim en Neuilly-sur-Seine.
En 1928 fue uno de los fundadores del CIAM (Congreso Internacional de Arquitectura Moderna), fundado en el castillo de La Sarraz en Suiza. En 1932 diseñó dos casas para la exposición Werkbundsiedlung de Viena.
Entre 1933 y 1937 trabajó en Persia (actual Irán), donde realizó diversos proyectos oficiales: Ministerio de Asuntos Exteriores (1934), Ministerio de Industria (1936), Club de Oficiales de Teherán (1936, acabado por Vartan Hovanessian); así como varias villas en Teherán: Siāsi, Panāhi, Firuz y Kosrovani.
En 1937 se trasladó al Reino Unido, donde realizó dos proyectos, para pasar posteriormente a Estados Unidos, donde fue profesor en la Universidad de Auburn (Alabama) y en la Universidad de Illinois en Urbana-Champaign, hasta su retiro en 1969. Tras su jubilación regresó a Francia, donde falleció en 1970 en Antibes.

## Galería

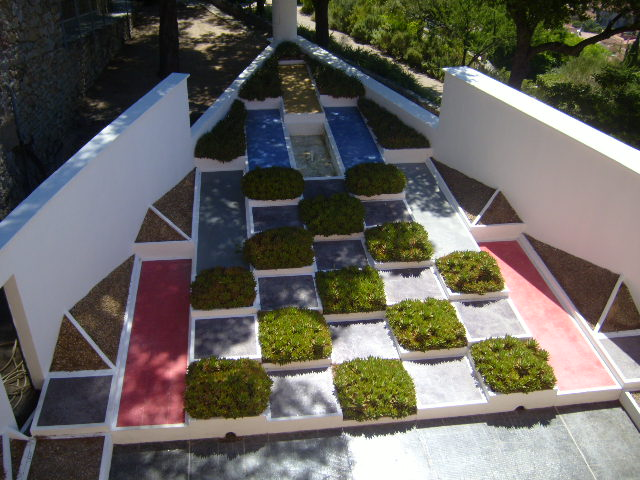
Jardín cubista de la villa Noailles, Hyères] (1928)
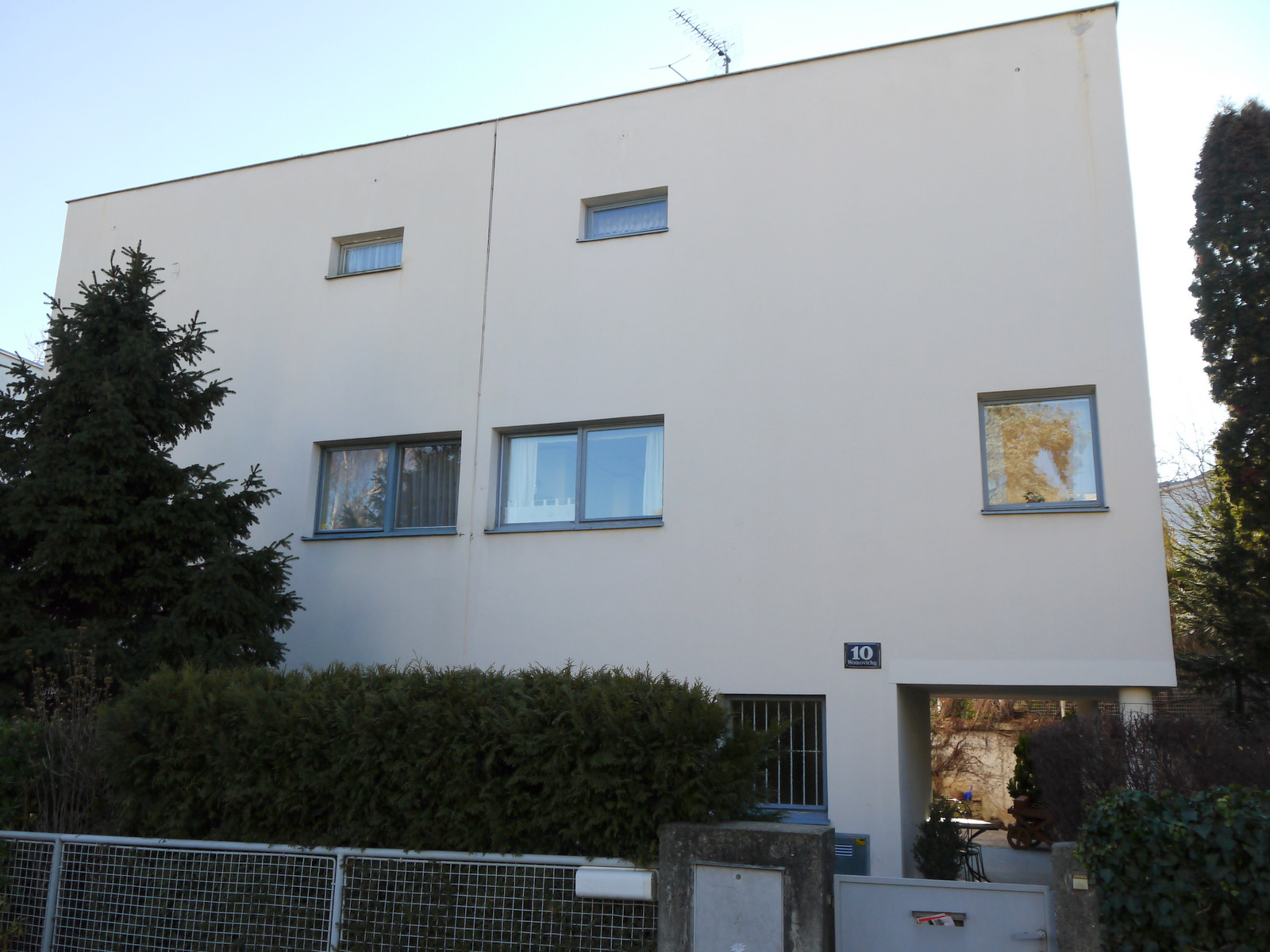
Casa para la exposición Werkbundsiedlung de Viena (1932)
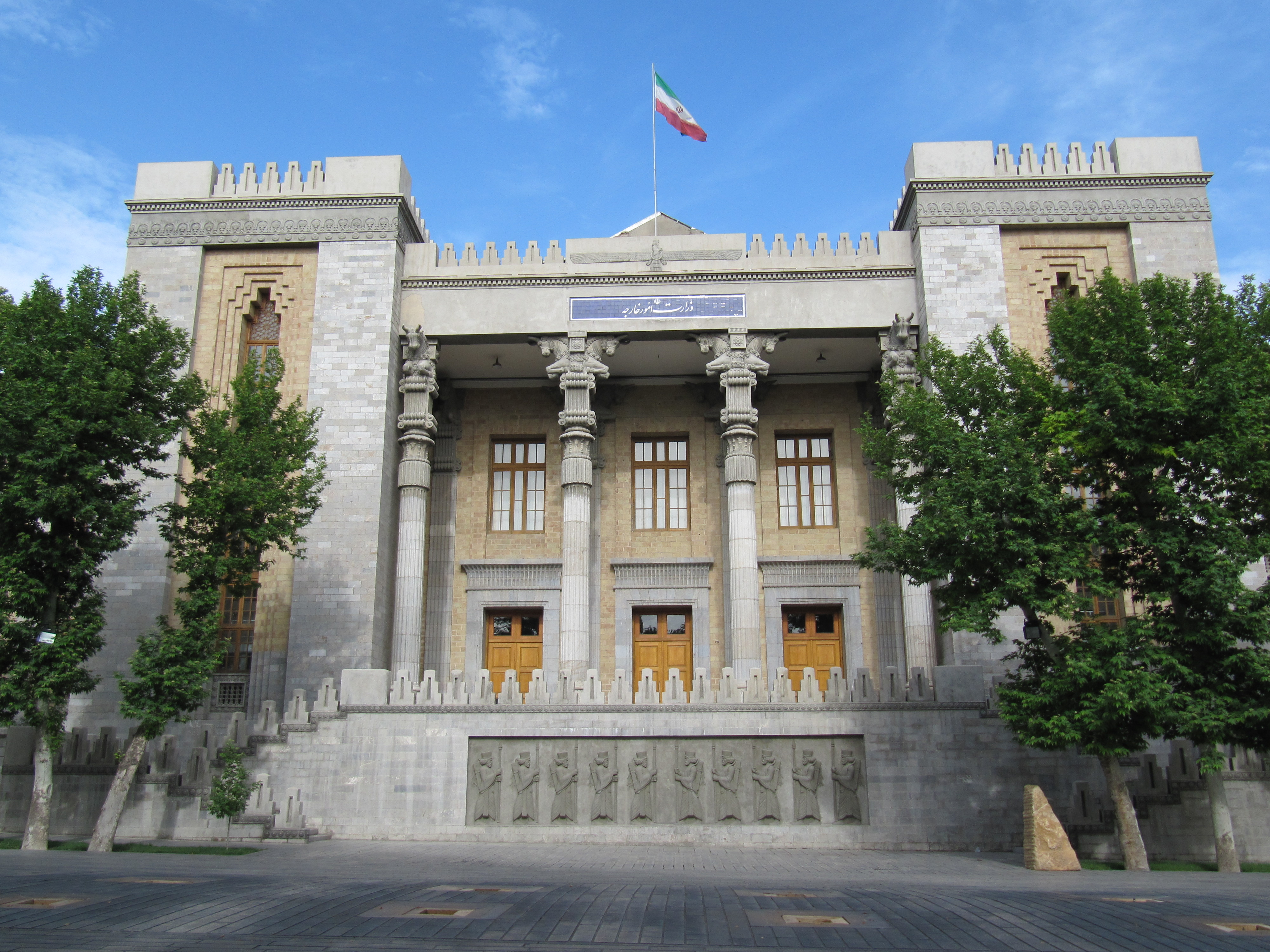
Ministerio de Asuntos Exteriores, Teherán (1934)
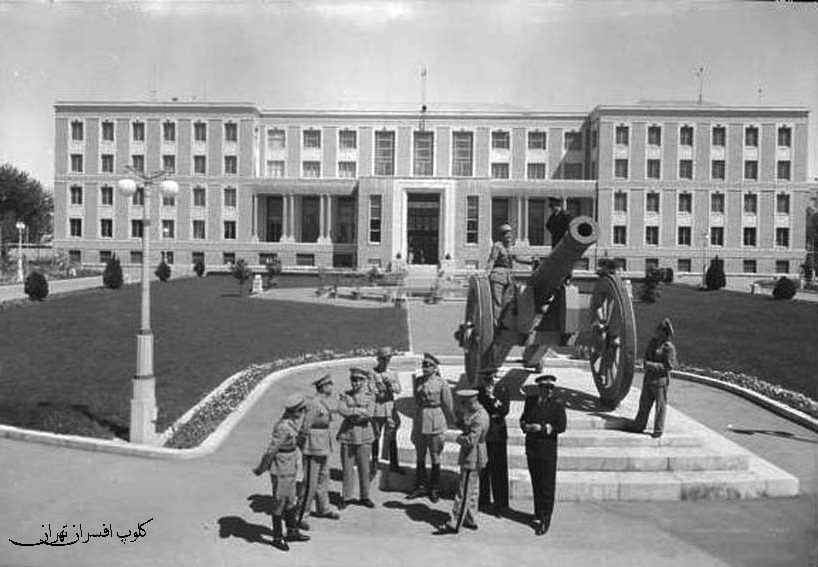
Club de oficiales, Teherán (1936)